# جيم هانسون
جيمس ماوري هانسون والمشهور باسم جيم هانسون (بالإنجليزية: Jim Henson)‏ هو محرك ذا موبيتس (24 سبتمبر 1936 - 16 مايو 1990) الذي اكتسب الكثير من الشهرة بعد أن اعتاد على لبس ضفدع في يده وتحريكه بشكل جميل ومتناسق. وقد ترك جيم هانسون أثرًا كبيرًا في عالم الدمى الافتراضي أو الخيالي، ولايزال عشاق هذا العالم يكنون التقدير لمبتكر العديد من شخصيات الدمى المحببة لدى الكثيرين. وكان من أهم أعمال جيم هانسون، والذي كان بعيدًا عن الدمى Time Piece وهو فيلم يمتد لـ 90 دقيقة، وكان قد أعده هانسون عام 1965، وقد رشح للحصول على جائزة الأوسكار عن هذا الفيلم، وكان الفيلم يخلو من الكلام ويركز على عامل الوقت الذي ظهر فيه هانسون تائهًا في الزمن، مما عكس مقدرته في الإخراج، وعُدّ هذا الفيلم نموذجًا في الإخراج الأولي للأفلام. وتتضمن إبداعاته أيضًا برنامج الأطفال Sesame Street الذي عرض للمرة الأولى عام 1969، مع شخصيات مشهورة منها الدمية التي تحمل اسم «أوسكار ذا غراوش» (Oscar the Grouch)، و«بيغ بيرد». وتوفي 16 مايو 1990 عن عمر ناهز 53 عامًا، وترك إرثًا كبيرًا في عالم الدمى المتحركة، وشيدت العديد من المعارض في العالم لعرض أشرطة فيديو لعدد من أعماله، إضافة إلى شخصيات الدمى التي ابتكرها.

## وصلات خارجية
- جيم هانسون على موقع IMDb (الإنجليزية)
- جيم هانسون على موقع الموسوعة البريطانية (الإنجليزية)
- جيم هانسون على موقع روتن توميتوز (الإنجليزية)
- جيم هانسون على موقع مونزينجر (الألمانية)
- جيم هانسون على موقع ألو سيني (الفرنسية)
- جيم هانسون على موقع ميوزك برينز (الإنجليزية)
- جيم هانسون على موقع تيرنر كلاسيك موفيز (الإنجليزية)
- جيم هانسون على موقع أول موفي (الإنجليزية)
- جيم هانسون على موقع قاعدة بيانات برودواي على الإنترنت (الإنجليزية)
- جيم هانسون على موقع قاعدة بيانات الأفلام السويدية (السويدية)

- تراث وجيم هينسون